# Радовка (Акмолинская область)
Ра́довка (каз. Радовка) — село в Аккольском районе Акмолинской области Казахстана. Входит в состав Аккольской городской администрации. Код КАТО — 113220400.

## География
Село расположено в центральной части района, на расстоянии примерно 21 километров (по прямой) к северо-западу от административного центра района и администрации — города Акколь.
Абсолютная высота — 333 метров над уровнем моря.
Ближайшие населённые пункты: село Ерназар — на юго-востоке, аул Талкара — на юго-западе, село Кемеркол — на северо-западе.

## Население
В 1999 году население села составляло 160 человек (86 мужчин и 74 женщины). По данным переписи 2009 года, в селе проживало 146 человек (72 мужчины и 74 женщины).
| Численность населения | Численность населения |
| 1999                  | 2009                  |
| --------------------- | --------------------- |
| 160                   | ↘146                  |

## Улицы[4]
- ул. Бейбитшилик
- ул. Болашак
- ул. Орталык